# Faeton červenozobý
Faeton červenozobý (Phaethon aethereus) je největší ze tří druhů faetonů.

## Popis
Faeton červenozobý má délku 90–105 cm, jeho délka bez ocasu je 50 cm a může vážit až 800 g. Většinu života tráví faeton červenozobý nad otevřeným oceánem, často stovky kilometrů od pevniny. Kořist loví střemhlavým potápěním, nejprve krouží nad vodou a pátrá po úlovku a potom se vrhne do vody s křídly staženými k tělu. Ačkoliv je velmi lehký, jen málokdy plave na hladině. Stejně jako ostatní faetoni hnízdí na opuštěných pobřežích a tropických ostrovech. Faeton červenozobý je rozšířen od východní části Tichého oceánu přes Karibik po tropický Atlantik a severovýchodní Indický oceán.